# Popiersie Józefa Piłsudskiego w Trzebini
Popiersie Józefa Piłsudskiego w Trzebini – pomnik w formie popiersia na cokole umieszczony na Rynku w Trzebini w województwie małopolskim, w powiecie chrzanowskim.

## Historia
Projektantem i wykonawcą pomnika jest rzeźbiarz Michał Wiśnios. Pomnik odsłonięty 11 listopada 2018 w ramach gminnych obchodów Narodowego Święta Niepodległości. Uroczystego odsłonięcia postumentu dokonali: Grzegorz Żuradzki – burmistrz Trzebini, Michał Wiśnios – autor oraz Tadeusz Sadulski i prof. Zbigniew Bonderek – przedstawiciele Trzebińskiego Ruchu Społecznego „Niezależność”. Został sfinansowany przez stowarzyszenie Trzebiński Ruch Społeczny „Niezależność”. Brązowe popiersie stoi na cokole z piaskowca. Na cokole umieszczono tablicę informacyjną z napisem na czarnym granicie:

MARSZAŁKOWI
JÓZEFOWI PIŁSUDSKIEMU
W 100-LECIE
ODZYSKANIA NIEPODLEGŁOŚCI
POLSKI
TRZEBIŃSKI RUCH SPOŁECZNY
"NIEZALEŻNOŚĆ"
TRZEBINIA 11.11.2018

## Galeria

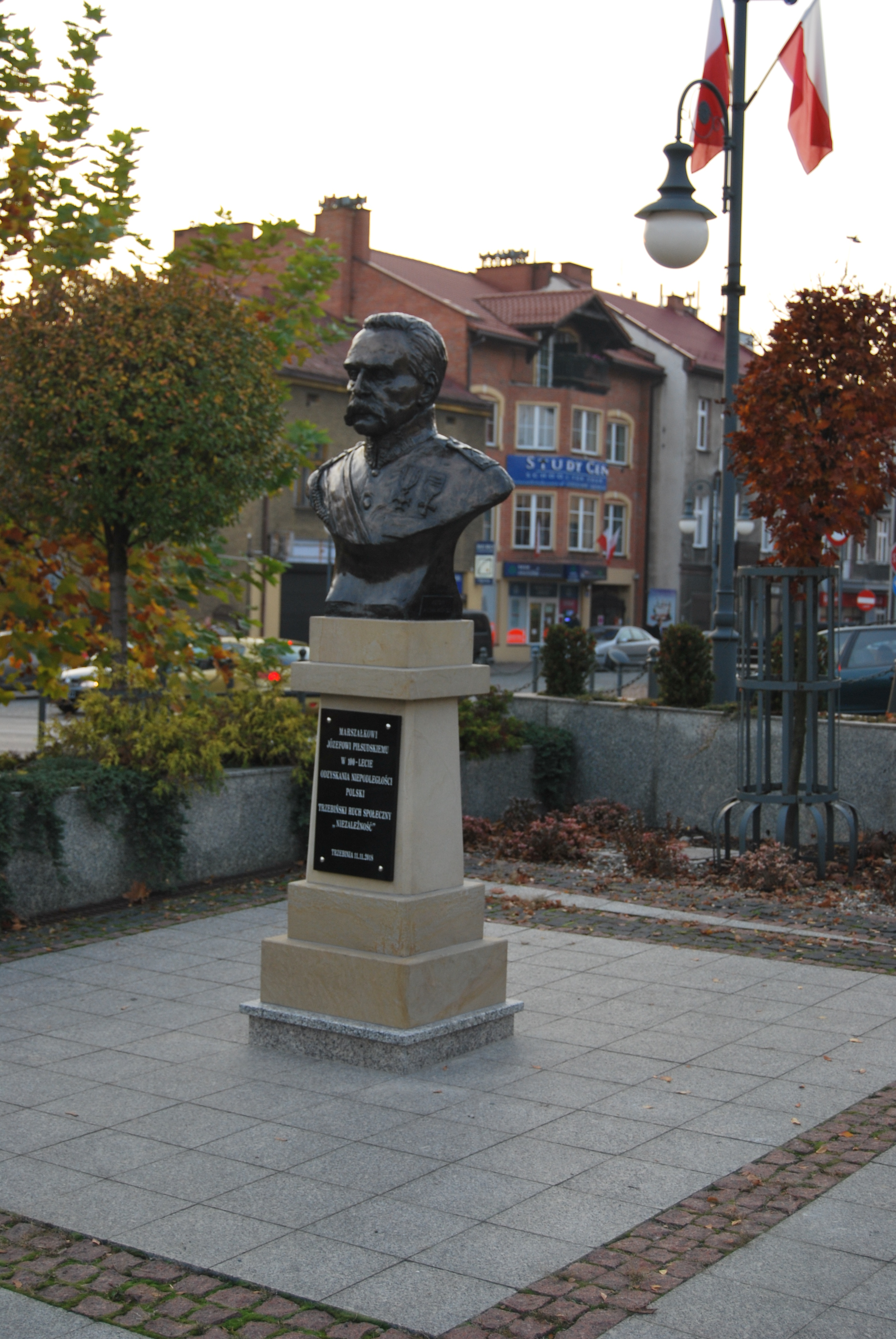
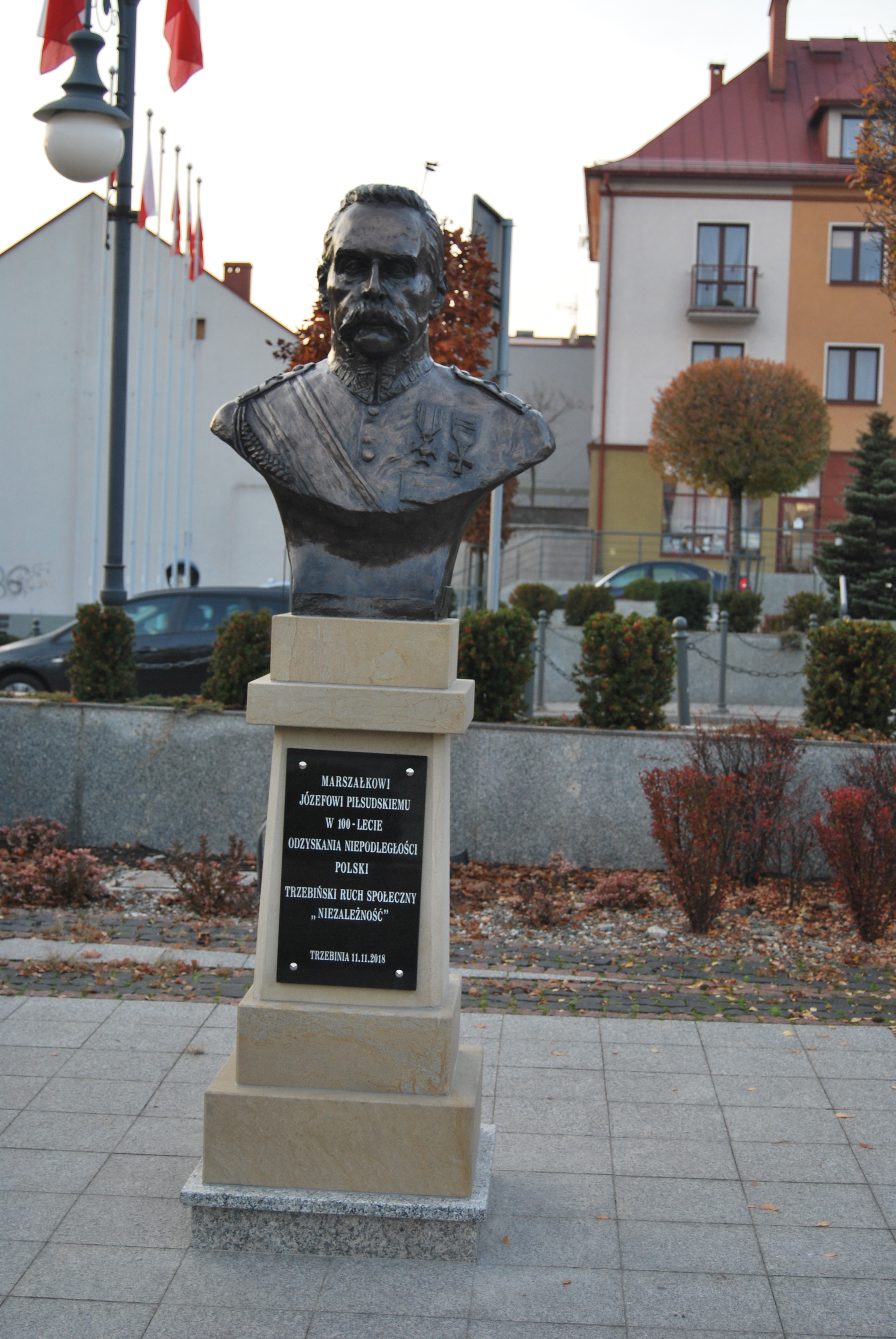
Ujęcie z widocznym napisem
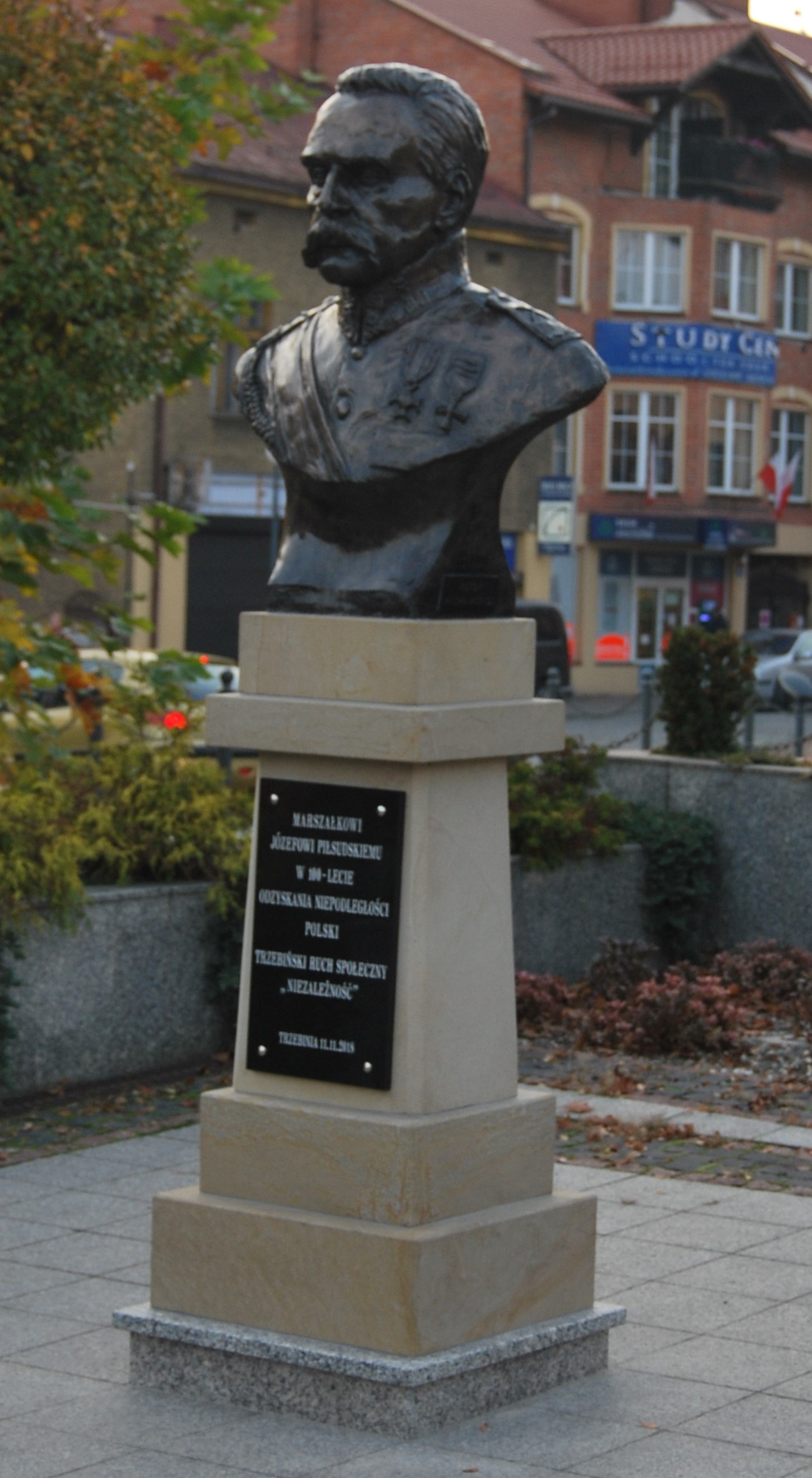
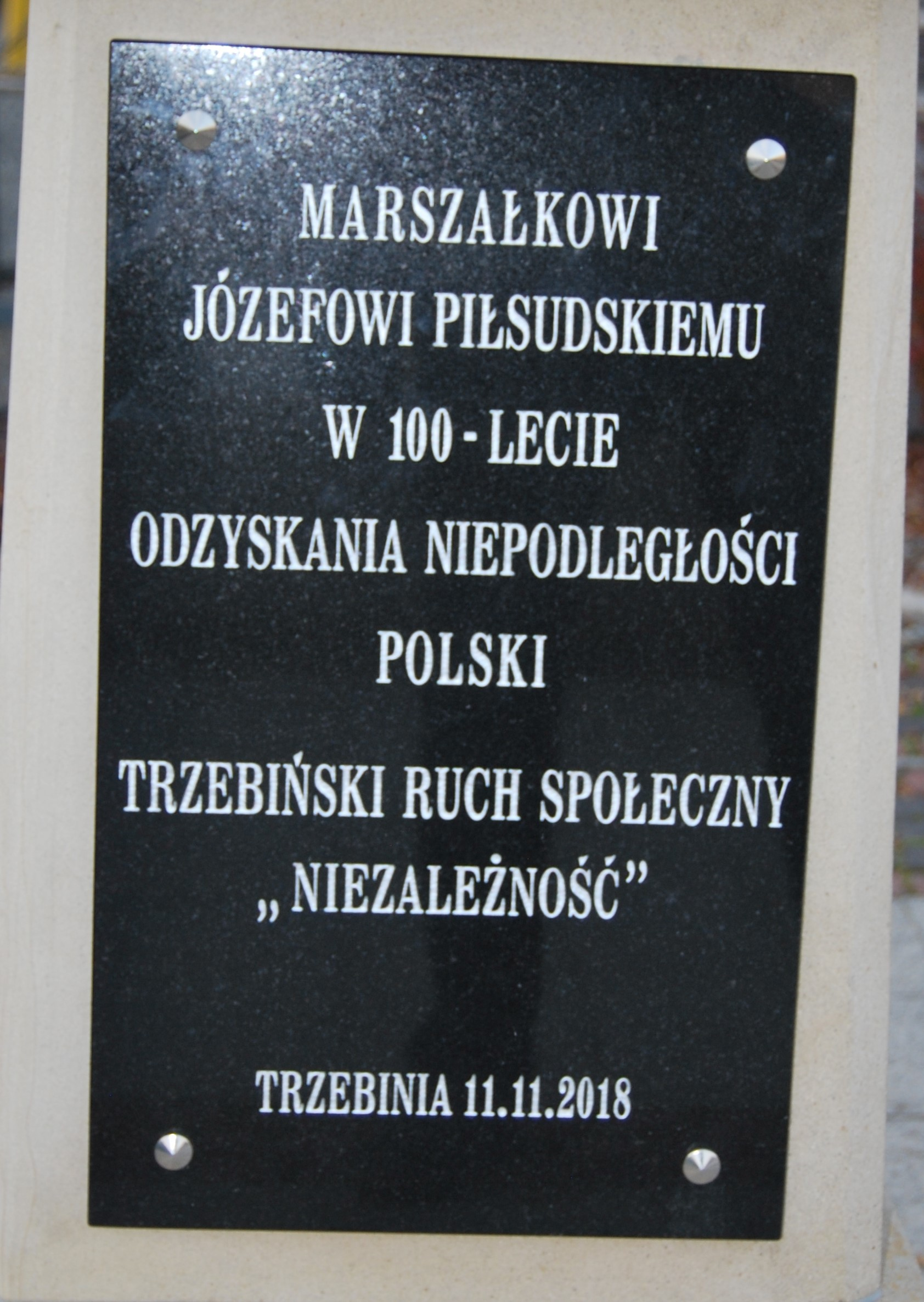
Tablica na colole